# Silley-Bléfond
Silley-Bléfond és un municipi francès situat al departament del Doubs i a la regió de Borgonya - Franc Comtat. L'any 2007 tenia 72 habitants.

## Demografia

### Població
El 2007 la població de fet de Silley-Bléfond era de 72 persones. Hi havia 28 famílies de les quals 8 eren unipersonals (8 homes vivint sols), 4 parelles sense fills i 16 parelles amb fills.
La població ha evolucionat segons el següent gràfic:
Habitants censats

### Habitatges
El 2007 hi havia 31 habitatges, 24 eren l'habitatge principal de la família, 2 eren segones residències i 5 estaven desocupats. Tots els 31 habitatges eren cases. Dels 24 habitatges principals, 20 estaven ocupats pels seus propietaris, 4 estaven llogats i ocupats pels llogaters i 1 estava cedit a títol gratuït; 2 tenien dues cambres, 2 en tenien tres, 9 en tenien quatre i 12 en tenien cinc o més. 19 habitatges disposaven pel capbaix d'una plaça de pàrquing. A 12 habitatges hi havia un automòbil i a 11 n'hi havia dos o més.

### Piràmide de població
La piràmide de població per edats i sexe el 2009 era:
| Homes | Edats   | Dones |
| ----- | ------- | ----- |
| 0     | 95 o +  | 0     |
| 0     | 90 a 94 | 0     |
| 0     | 85 a 89 | 0     |
| 0     | 80 a 84 | 0     |
| 4     | 75 a 79 | 4     |
| 0     | 70 a 74 | 0     |
| 0     | 65 a 69 | 0     |
| 0     | 60 a 64 | 0     |
| 0     | 55 a 59 | 0     |
| 0     | 50 a 54 | 0     |
| 8     | 45 a 49 | 4     |
| 4     | 40 a 44 | 0     |
| 4     | 35 a 39 | 8     |
| 0     | 30 a 34 | 0     |
| 0     | 25 a 29 | 0     |
| 0     | 20 a 24 | 0     |
| 0     | 15 a 19 | 0     |
| 4     | 10 a 14 | 0     |
| 0     | 5 a 9   | 4     |
| 0     | 0 a 4   | 4     |

## Economia
El 2007 la població en edat de treballar era de 50 persones, 32 eren actives i 18 eren inactives. De les 32 persones actives 30 estaven ocupades (17 homes i 13 dones) i 2 estaven aturades (2 dones i 2 dones). De les 18 persones inactives 5 estaven jubilades, 5 estaven estudiant i 8 estaven classificades com a «altres inactius».
Activitats econòmiques
Dels 3 establiments que hi havia el 2007, 1 era d'una empresa extractiva, 1 d'una empresa immobiliària i 1 d'una empresa de serveis.
L'any 2000 a Silley-Bléfond hi havia 5 explotacions agrícoles que ocupaven un total de 265 hectàrees.

## Poblacions més properes
El següent diagrama mostra les poblacions més properes.